# Monetazione imperatoriale
Con il termine monetazione imperiatoriale si indicano le emissioni coniate degli ultimi anni della Repubblica romana nel periodo che precede immediatamente la nascita del principato.
Il termine, non accettato da tutti, deriva dal fatto che in questo periodo di guerre civili le monete furono emesse a nome dei generali in lotta tra loro grazie ai diritti che concedeva loro l'imperium.
Si tratta quindi delle monete di Pompeo Magno, Giulio Cesare, Giunio Bruto, Cassio Longino, Tito Labieno, Sesto Pompeo, Marco Emilio Lepido, Marco Antonio ed Ottaviano Augusto da soli o assieme tra loro o con altre persone.
Le monete emesse in questi anni rispecchiano l'andamento della lotta politica e delle guerre in corso. I contenuti propagandistici sono accentuati e per le prime volte sono rappresentate anche persone viventi.
Le monete di Ottaviano sono a cavallo tra questo periodo ed il periodo successivo.

## Galleria d'immagini

### Giulio Cesare

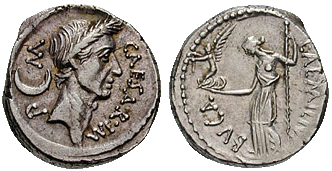
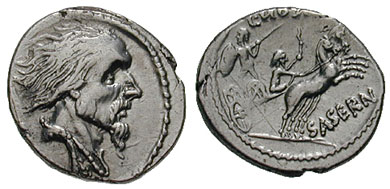
Denario (ca. 48 a.C.) del monetale Saserna.

### Bruto

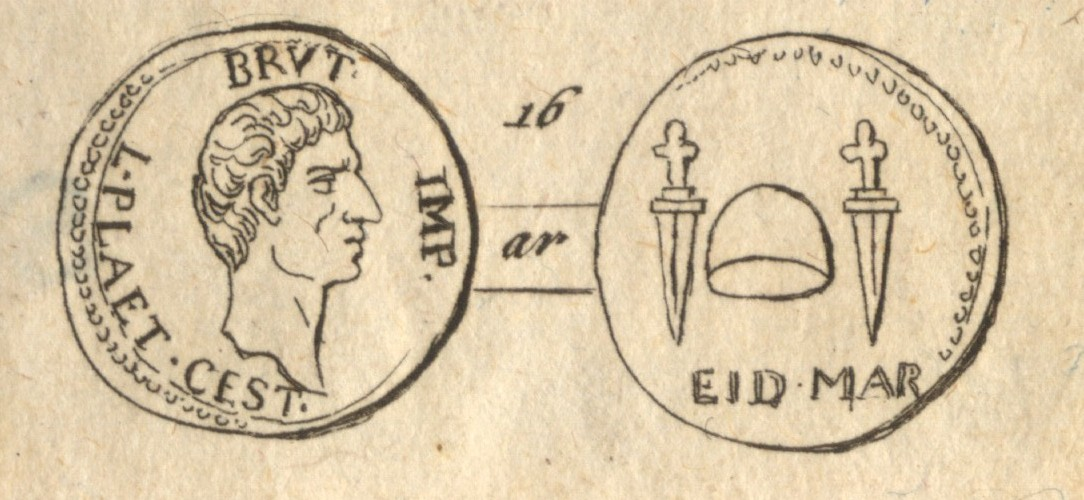
AR Denario (3.51 m). Testa di Bruto dx / EID • MAR, pileo tra due pugnali.
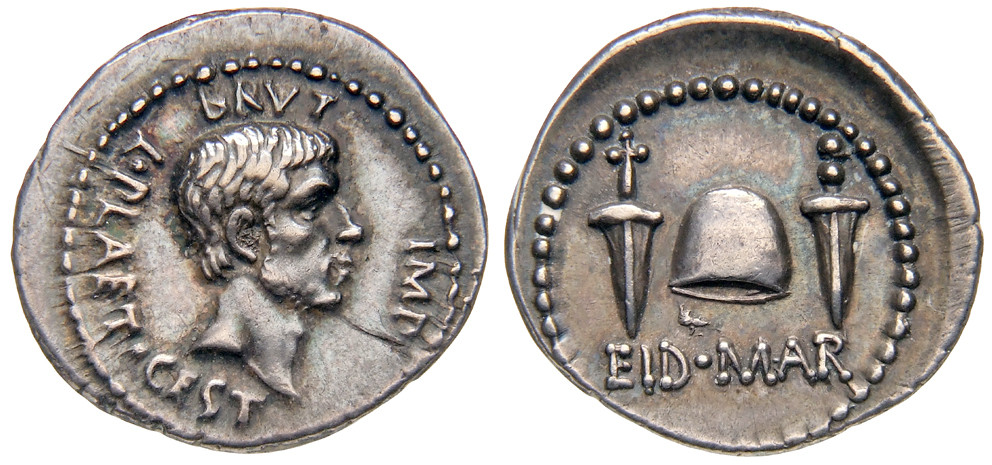
È una delle poche monete citate specificamente da un autore classico: Dione Cassio (cfr. Bruto)
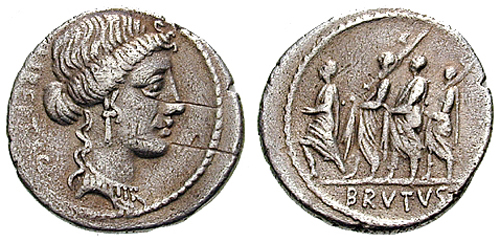
AR Denario Junia 31

### Cassio

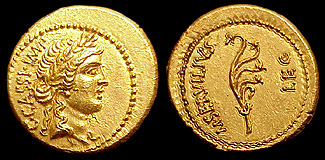
Aureo: Libertà / aplustre
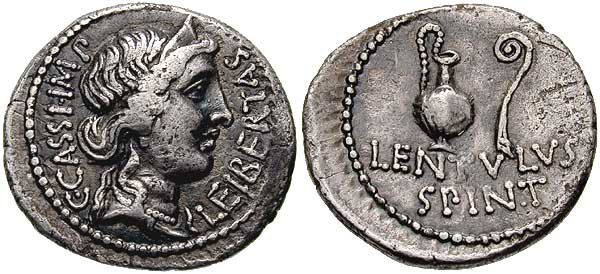
Denario: Libertà dx. / vaso e lituo.

### Sesto Pompeo

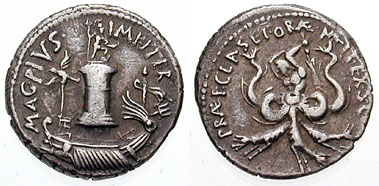
galea / Scilla

### Marco Antonio

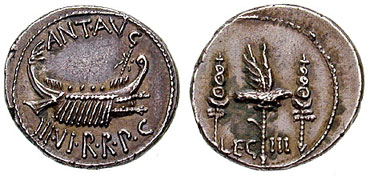
AR Denario Legionario, 32 a.C. Legio III

### Lepido

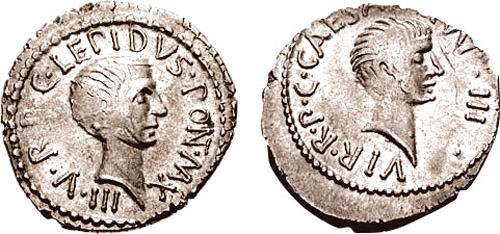
Lepido ed Ottaviano

### Ottaviano

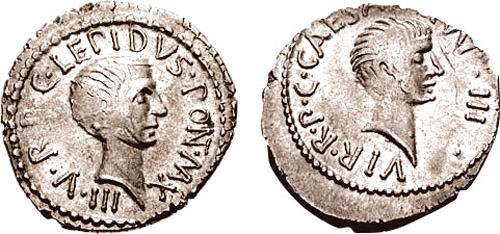
Lepido ed Ottaviano
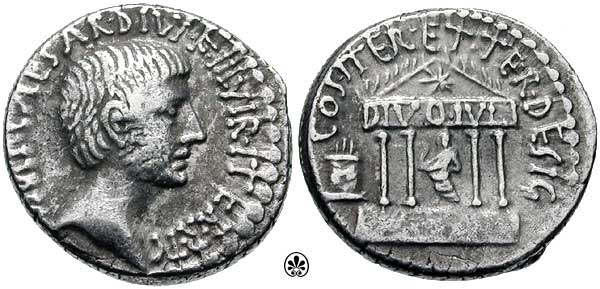
Ottaviano, figlio del Divo Giulio / Tempio del Divo Giulio